# Živi bili pa vidjeli
Živi bili pa vidjeli treći je studijski album glazbenog sastava Buldožer. LP album izdao je Helidon. Stihove je pisao Marko Brecelj, a glazbu Buldožer. Izvođači su Boris Bele, Borut Činč, Dušan Vran, Janez Zmazek, Marko Brecelj i Vili Bertok. Album je glazba za film Živi bili pa vidjeli. Nagrađen je Zlatnom Arenom za filmsku glazbu na Festivalu igranog filma u Puli.

## Popis pjesama
Pjesme na albumu:

### A strana
| 1.   | »Stari druže (Balada O Harry Jacksonu)« | 2:03 |
| 2.   | »Poljubac i motori«                     | 0:52 |
| 3.   | »Jeftini slatkiši (draga djeco)«        | 1:52 |
| 4.   | »Martina«                               | 1:21 |
| 5.   | »Sava - monolog u kafiću«               | 0:22 |
| 6.   | »Sava«                                  | 0:52 |
| 7.   | »I remember Chuck Berry Berry«          | 0:53 |
| 8:30 |                                         |      |

### B strana
| 1.    | »Novo vrijeme«                                               | 2:39 |
| 2.    | »Zar je moguće?«                                             | 1:23 |
| 3.    | »Vožnja taksijem«                                            | 1:05 |
| 4.    | »Monolog u birou«                                            | 0:18 |
| 5.    | »Stari druže (ukus zabranjene sreće)«                        | 1:59 |
| 6.    | »Ovaj krevet je sada vaš«                                    | 1:34 |
| 7.    | »Aplauz«                                                     | 1:13 |
| 8.    | »Krevet na bis«                                              | 1:02 |
| 9.    | »Jeftini slatkiši (večeras, u glavnim ulogama, zadnji put!)« |      |
| 11:30 |                                                              |      |

## Impresum
Na albumu su radili:
- Marko Brecelj – glavni vokal, skladatelj, stihovi
- Boris Bele – vokal, gitara, skladatelj, produkcija
- Dušan Vran - bubnjevi
- Janez Zmazek - gitara
- Vili Bertok – bas-gitara
- Borut Činč – klavijature, koproducent

- Aco Rabornik - snimatelj
- Boris Bućan - dizajn
- Rade Šerbedžija - gostujući vokal u Monolog u kafiću
- Sanja Vejnović - gostujući vokal u Monolog u kafiću
- Mladen Vasary - gostujući vokal u Monolog u kafiću